# 예우헨 브라슬라베츠
예우헨 아나톨리요비치 브라슬라베츠(우크라이나어: Євге́н Анато́лійович Браславець, 1972년 9월 11일~)는 우크라이나의 요트 선수이다. 1996년 하계 올림픽에서 이호르 마트비옌코와 함께 470급 부문 금메달을 획득하였다.

## 경력
드네프로페트롭스크에서 태어났다. 1994년 3월에 소피아 공주 트로피 대회에서 준우승을 하며 국제 대회에 데뷔했다. 같은 해 8월 핀란드 헬싱키에서 열린 세계 선수권 대회에 참가하여 12위에 올랐다. 이후 1996년 미국 애틀랜타에서 열린 1996년 하계 올림픽에 참가하여 470급에서 영국 대표팀의 존 메릭스와 이언 워커, 포르투갈 대표팀의 우구 호샤와 누누 바헤투을 누르고 금메달을 획득했다. 이후 1997년에 벨기에 니우포르트에서 열린 1997년 유럽 선수권 대회에서 호샤와 바헤투의 포르투갈팀의 뒤를 이어 2위로 은메달을 획득했다.
2000년 5월 헝가리의 벌러톤호에서 열린 2000년 세계 선수권 대회에서 오스트레일리아와 프랑스의 뒤를 이어 동메달을 획득했다. 같은 해 9월 오스트레일리아 시드니에서 열린 2000년 하계 올림픽에서는 개막식에서 우크라이나 선수단 기수를 맡았으며, 경기에서는 6위에 올랐다. 이듬해인 2001년에는 슬로베니아 코페르에서 열린 2001년 세계 선수권 대회에서 영국과 오스트레일리아를 꺾고 우승을 차지했다. 이후 2004년 그리스 아테네에서 열린 2004년 하계 올림픽에서는 9위를 기록했다.